# 心叶粗肋草
心叶粗肋草（学名：Aglaonema costatum）为天南星科粗肋草属下的一个种。

## 扩展阅读
- 維基物種上的相關：心叶粗肋草